# Orla Ściana
Die Orla Ściana (polnisch für „Adlerwand“) ist ein Berg im Massiv der Miedziane Grań in der polnischen Hohen Tatra in der Woiwodschaft Kleinpolen mit einer Höhe von 1620 m n.p.m.

## Lage und Umgebung
Unterhalb des Gipfels liegen die Täler Roztoka Murmeltiertal im Westen, Fischseetal im Westen und Roztokatal im Norden.
Die Orla Ściana liegt zwischen den Bergpässen Koppe über der Lehne (Czuba nad Uboczą) und Zirbenjoch (Limbowa Przełęcz). Sie liegt in dem Nordostkamm des Massivs.
Im Berg befindet sich auf einer Höhe von 1505 m die Höhle Gowoniowa Nyża.

## Etymologie
Der Name Orla Ściana lässt sich als Adlerwand übersetzen. Er rührt von den Steinadlern her, die im Berg nisten.

## Erstbesteigung
Der Aufstieg auf die Orla Ściana ist recht einfach. Es ist daher davon auszugehen, dass sie bereits spätestens seit dem 17. Jahrhundert von Hirten, Bergleuten und Wilderern bestiegen wurde. Die auf ihr angelegte Alm reichte bis zum Gipfel.

## Tourismus
Auf die Orla Ściana führt kein markierter Wanderweg.
Am Fuße des Massivs befinden sich die Schutzhütten Schronisko PTTK nad Morskim Okiem im Osten und Schronisko PTTK w Dolinie Pięciu Stawów Polskich im Westen. Unweit des Gipfels befindet sich auch die Schutzhütte Schronisko PTTK w Dolinie Roztoki.

## Belege
- Zofia Radwańska-Paryska, Witold Henryk Paryski, Wielka encyklopedia tatrzańska, Poronin, Wyd. Górskie, 2004, ISBN 83-7104-009-1.
- Tatry Wysokie słowackie i polskie. Mapa turystyczna 1:25.000, Warszawa, 2005/06, Polkart, ISBN 83-87873-26-8.